# 畔柳章裕
畔柳 章裕（くろやなぎ あきひろ、1958年12月29日 - ）は、日本の検察官、公証人。法務省法務総合研究所研究部長や、仙台高等検察庁次席検事、仙台地方検察庁検事正等を務めた。

## 人物・経歴
千葉県出身。立教大学法学部卒業後、1987年検察官任官。薬害エイズ事件など手掛け過失構造の形成などにあたった。公安調査庁総務部総務課長、法務省法務総合研究所研究部長、東京地方検察庁刑事部副部長、鳥取地方検察庁検事正、仙台高等検察庁次席検事等を経て、2017年長野地方検察庁検事正。2018年仙台地方検察庁検事正。2019年依願退官、日本橋公証役場公証人。趣味は映画鑑賞（特に西部劇）。